# 郡上市の地名
- 岐阜県 > 郡上市 > 地名

郡上市の地名では、同市内に存在する町名・字名を一覧にして記す。括弧内は大字の場合は旧自治体名、数字の場合は成立年もしくは廃止年、町名の場合は旧町名である。

## 郡上市発足時
2004年（平成16年）3月1日、郡上郡八幡町・大和町・白鳥町・高鷲村・美並村・明宝村・和良村が合併して郡上市が発足。成立時の地名を以下に記す。

### 旧・八幡町
八幡町の旧地名の頭に「八幡」の文字を冠した。
- 八幡町本町
- 八幡町大手町
- 八幡町尾崎町
- 八幡町鍛冶屋町
- 八幡町肴町
- 八幡町桜町
- 八幡町城南町
- 八幡町職人町
- 八幡町大正町
- 八幡町橋本町
- 八幡町新町
- 八幡町柳町
- 八幡町殿町
- 八幡町島谷
- 八幡町向山
- 八幡町河鹿　（旧・川合村）
- 八幡町五町　（旧・川合村）
- 八幡町瀬取　（旧・川合村）
- 八幡町中坪　（旧・川合村）
- 八幡町初音　（旧・川合村）
- 八幡町旭　（旧・口明方村）
- 八幡町有穂　（旧・口明方村）
- 八幡町市島　（旧・口明方村）
- 八幡町初納　（旧・口明方村）
- 八幡町小野　（旧・口明方村）
- 八幡町相生　（旧・相生村）
- 八幡町安久田　（旧・相生村）
- 八幡町稲成　（旧・相生村）
- 八幡町西乙原　（旧・相生村）
- 八幡町那比　（旧・相生村）
- 八幡町吉野　（旧・相生村）
- 八幡町入間　（旧・西和良村）
- 八幡町小那比　（旧・西和良村）
- 八幡町美山　（旧・西和良村）
- 八幡町洲河　（旧・西和良村）
- 八幡町野々倉　（旧・西和良村）
- 八幡町有坂　（旧・大和村←旧・西川村）
- 八幡町島　（旧・大和村島の一部←旧・西川村）

### 旧・大和町
大和町の旧地名の頭に「大和」の文字を冠した。
- 大和町落部　（旧・西川村）
- 大和町名皿部　（旧・西川村）
- 大和町島　（旧・西川村）
- 大和町内ヶ谷　（旧・西川村）
- 大和町大間見　（旧・弥富村）
- 大和町小間見　（旧・弥富村）
- 大和町剣　（旧・弥富村）
- 大和町万場　（旧・弥富村）
- 大和町河辺　（旧・山田村）
- 大和町神路　（旧・山田村）
- 大和町栗巣　（旧・山田村）
- 大和町徳永　（旧・山田村）
- 大和町古道　（旧・山田村）
- 大和町牧　（旧・山田村）

### 旧・白鳥町
白鳥町の旧地名の頭に「白鳥」の文字を冠した。
- 白鳥町大島
- 白鳥町越佐
- 白鳥町白鳥
- 白鳥町為真
- 白鳥町中津屋
- 白鳥町阿多岐　（旧・牛道村）
- 白鳥町恩地　（旧・牛道村）
- 白鳥町中西　（旧・牛道村）
- 白鳥町那留　（旧・牛道村）
- 白鳥町野添　（旧・牛道村）
- 白鳥町六ノ里　（旧・牛道村）
- 白鳥町長滝　（旧・北濃村）
- 白鳥町二日町　（旧・北濃村）
- 白鳥町歩岐島　（旧・北濃村）
- 白鳥町向小駄良　（旧・北濃村）
- 白鳥町前谷　（旧・北濃村）
- 白鳥町干田野　（旧・北濃村）
- 白鳥町石徹白　（旧・福井県大野郡石徹白村）

### 旧・高鷲村
高鷲村の旧地名の頭に「高鷲」の文字を冠した。
- 高鷲町鮎立
- 高鷲町大鷲
- 高鷲町西洞
- 高鷲町ひるがの
- 高鷲町鷲見

### 旧・美並村
美並村の旧地名の頭に「美並」の文字を冠した。
- 美並町上田　（旧・嵩田村）
- 美並町高砂　（旧・嵩田村）
- 美並町山田　（旧・嵩田村）
- 美並町梅原　（旧・下川村）
- 美並町大原　（旧・下川村）
- 美並町白山　（旧・下川村）
- 美並町三戸　（旧・下川村）

### 旧・明宝村
明宝村の旧地名の頭に「明宝」の文字を冠した。
- 明宝大谷
- 明宝小川
- 明宝奥住
- 明宝寒水
- 明宝気良
- 明宝畑佐
- 明宝二間手

### 旧・和良村
和良村の旧地名の頭に「和良」の文字を冠した。
- 和良町安郷野
- 和良町鹿倉
- 和良町沢
- 和良町下洞
- 和良町土京
- 和良町野尻
- 和良町方須
- 和良町法師丸
- 和良町三庫
- 和良町宮地
- 和良町宮代
- 和良町横野

## 参考資料
- 角川日本地名大辞典 21 岐阜県